# Montaldo Scarampi
Montaldo Scarampi là một đô thị ở tỉnh Asti vùng Piedmont thuộc Ý, nằm ở vị trí cách khoảng 50 km về phía đông nam của Torino và khoảng 9 km về phía đông nam của Asti. Tại thời điểm ngày 31 tháng 12 năm 2004, đô thị này có dân số 704 người và diện tích là 6,7 km².
Montaldo Scarampi giáp các đô thị: Mombercelli, Montegrosso d'Asti và Rocca d'Arazzo.